# Hermann Gradnauer
Hermann Gradnauer (* 17. März 1894 in Wolfenbüttel; † 2. November 1972 in Givat Brenner, Israel) war ein deutscher Zahnarzt und Zionist.

## Leben

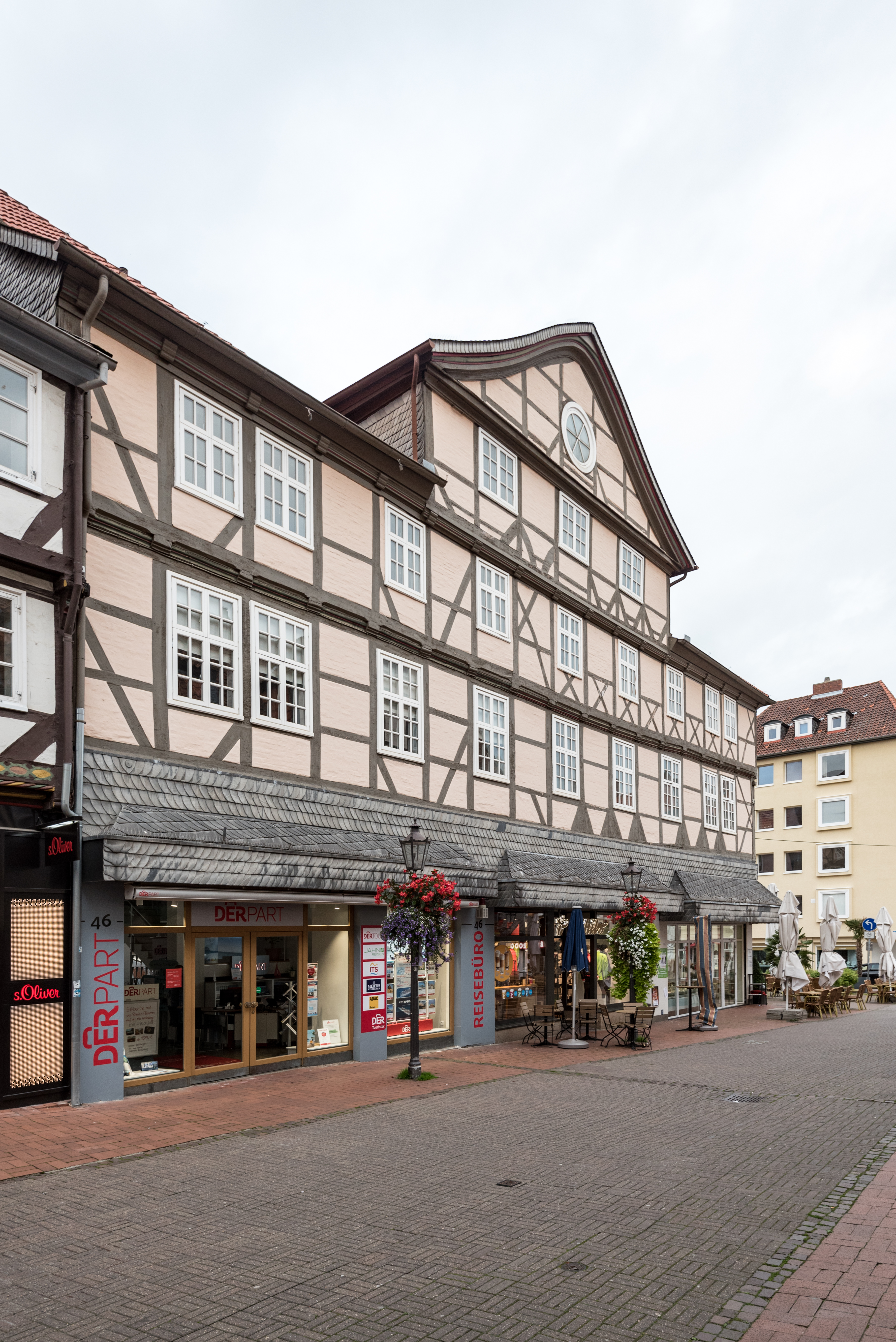
Esbergsches Haus in Wolfenbüttel, das Geburtshaus von Hermann Gradnauer

Seine Eltern Max und Minna Gradnauer betrieben in Wolfenbüttel im Esbergschen Haus, das sein Geburtshaus ist, ein Schuhgeschäft. Nach dem Abitur wurde Hermann Gradnauer zum Militär eingezogen und war von 1915 bis 1918 während des Ersten Weltkriegs Sanitätssoldat. Anschließend studierte er Zahnmedizin in Berlin und Leipzig, wo er promovierte. 1923 ließ er sich in Hameln als Zahnarzt nieder.
In der konservativen jüdischen Gemeinde Hameln war Gradnauer einer der wenigen Zionisten und gehörte mit dem Rechtsanwalt Ernst Katzenstein zu einer kleinen zionistischen Ortsgruppe. Gradnauer wollte an der Realisierung eines jüdischen Staates in Palästina mitarbeiten. Einen ersten Aufenthalt dort hatte er ab 1924 im Kibbuz En Harod, wo er als Zahnarzt tätig war. Wegen des schlechten Gesundheitszustandes seiner Ehefrau Hilde, die das Klima nicht vertrug, kehrte er 1926 nach Hameln zurück. Das Paar hatte eine Tochter. Darüber hatte er einen Sohn.
Gradnauer war einer der Gründer und Führer des 1923 ins Leben gerufenen jüdischen Wanderbundes Brit Haolim. Er gilt als Initiator des an zionistischen und sozialistischen Idealen orientierten Kibbuz Cheruth im Raum Hameln, der der Vorbereitung (Hachschara) junger Menschen auf ihre Einwanderung (Alija) nach Palästina diente. Gradnauer führte maßgeblich die organisatorische Arbeit des Kibbuz durch, in dem er die jungen Zionisten beherbergte, ihnen Stellen bei Bauern vermittelte und Gruppentreffen sowie Fortbildungskurse durchführte. Der Hamelner Rechtsanwalt Ernst Katzenstein unterstützte ihn dabei, auch finanziell.
1934 ging Gradnauer nach Palästina und ließ sich 1942 im Kibbuz Givat Brenner nieder, wo er weiter als Zahnarzt tätig war.